# Vinyl Confessions
Vinyl Confessions es el octavo álbum de estudio de la banda estadounidense de rock progresivo Kansas y fue publicado por Kirshner Records en 1982.  Este álbum fue relanzado en 1996 por la misma discográfica en los Estados Unidos. En el 2011 la compañía Epic Records remasterizó este disco y lo publicó en la compilación Classic Albums Collection 1974-1983 y en ese mismo año fue lanzado en el Reino Unido por Rock Candy Records y en Japón por Sony Records.
Este disco fue grabado y mezclado en Chateau Recordings en Los Ángeles, California, Estados Unidos y masterizado por Original Masteringworks/Mobile Fidelity Sound Labs, Inc., con ubicación en la misma ciudad.
Este álbum marcó más un nuevo estilo musical para Kansas. Ya desde su disco anterior Audio-Visions, la letra de las canciones estuvo enfocada en el cristianismo (por ejemplo «Hold On»), debido a que el guitarrista Kerry Livgren y el bajista Dave Hope se convirtieron a esta religión. Steve Walsh no estuvo de acuerdo con este estilo y dejó la banda en 1981 para formar su propio grupo, Streets Walsh había contribuido mucho como compositor, así que la banda se dedicó a buscar otro cantante que no solo tuviera un estilo vocal que se acoplara al estilo del grupo, sino que también ayudara a escribir canciones nuevas para su próximo material discográfico.
Después de una larga audición, tres cantantes fueron los candidatos para integrarse a Kansas: John Elefante, Michael Gleason y Warren Ham. La banda eligió a Elefante como su vocalista líder.
Vinyl Confessions también fue el último álbum en el que colaboró el violinista Robby Steinhardt. Steinhardt dejó el grupo después de la gira promocional del disco, debido a las mismas razones que Walsh.  Regresó a Kansas hasta 1997.
Este disco llegó al lugar 16.º del Billboard 200 de los EE. UU., siendo el quinto álbum consecutivo que alcanzó los primeros 40 lugares de esta lista.  El sencillo «Play the Game Tonight» fue el más exitoso del álbum en los Estados Unidos, ya que se colocó en la 4.ª posición del Mainstream Rock Tracks y en el lugar 17.º del Billboard Hot 100.  También el tema «Right Away» entró las listas anteriores en las posiciones 33.ª y 73.ª respectivamente. «Chasing Shadows» logró ubicarse en el 54.º lugar del Mainstream Rock.

## Recepción de la crítica
El crítico de Allmusic, William Ruhlmann, examinó este álbum y le dio una reseña negativa, mencionando que «la participación de Elefante en la composición del grupo influyó totalmente a la letra de las canciones hacia los sentimientos religiosos, a menudo a los prejuicios y a la naturaleza del ustedes contra nosotros». Además señaló que «cada vez es más difícil reconocer a Kansas de Foreigner o Journey».

## Lista de canciones

### Lado A
| Side one |                         |                                                                         |          |  |
| N.º      | Título                  | Escritor(es)                                                            | Duración |  |
| 1.       | «Play the Game Tonight» | Kerry Livgren / Rich Williams / Phil Ehart / Danny Flower / Rob Frazier | 3:26     |  |
| 2.       | «Right Away»            | John Elefante / Dino Elefante                                           | 4:06     |  |
| 3.       | «Fair Exchange»         | Kerry Livgren                                                           | 5:01     |  |
| 4.       | «Chasing Shadows»       | J. Elefante / D. Elefante                                               | 3:20     |  |
| 5.       | «Diamonds and Pearls»   | Kerry Livgren                                                           | 4:50     |  |

### Lado B
| Side two |              |                       |          |  |
| N.º      | Título       | Escritor(es)          | Duración |  |
| 1.       | «Face It»    | J. Elefante / Livgren | 4:17     |  |
| 2.       | «Windows»    | Kerry Livgren         | 3:32     |  |
| 3.       | «Borderline» | Kerry Livgren         | 4:00     |  |
| 4.       | «Play On»    | J. Elefante / Livgren | 3:32     |  |
| 5.       | «Crossfire»  | Kerry Livgren         | 6:35     |  |

## Créditos

### Kansas
- John Elefante — voz principal y teclados
- Kerry Livgren — guitarra y teclados
- Robby Steinhardt — violín y coros
- Rich Williams — guitarra
- Dave Hope — bajo
- Phil Ehart — batería

### Músicos adicionales
- Bill Bergman — saxofón alto y saxofón tenor
- John Berry Jr. — trompeta
- Jim Coile — saxofón tenor
- Ben Dahlke — fagot
- Beverly Dahlke-Smith — saxofón
- Warren Ham — armónica
- The Heart Attack Horns — trompa
- David Pack — coros
- Greg Smith — saxofón barítono
- Anne Steinhardt — violín y coros
- Roger Taylor — coros (en las canciones «Play the Game Tonight», «Right Away» y «Diamonds and Pearls»
- Lee Thornburg — saxofón y trompeta
- Donna Williams — coros

### Equipo de producción
- Kansas — productor
- Ken Scott — productor e ingeniero de sonido
- Steve Brooks — asistente de producción
- Brian Leshon — asistente de ingeniero
- David Spritz — asistente de ingeniero
- Phil Jost — asistente de ingeniero
- Ralph Sutton — asistente de ingeniero
- Stan Ricker — masterizador
- Tom Drennon — director de arte
- Andrew Barnum — diseño y trabajo artístico
- Glen Wexler — fotógrafo
- Budd Carr — administración
- Clay Schell — miembro del personal
- Davy Moiré — miembro del personal
- Jerry Gilleland — miembro del personal
- Merle McLain — miembro del personal
- Steve Venezia — miembro del personal

## Listas

### Álbum
| Año  | País           | Lista         | Posición máxima |
| ---- | -------------- | ------------- | --------------- |
| 1982 | Estados Unidos | Billboard 200 | 16.º            |

### Sencillos
| Año  | País           | Sencillo                | Lista                  | Posición máxima |
| ---- | -------------- | ----------------------- | ---------------------- | --------------- |
| 1982 | Estados Unidos | «Play the Game Tonight» | Mainstream Rock Tracks | 4.º             |
| 1982 | Estados Unidos | «Play the Game Tonight» | Billboard Hot 100      | 17.º            |
| 1982 | Estados Unidos | «Right Away»            | Mainstream Rock Tracks | 33.º            |
| 1982 | Estados Unidos | «Right Away»            | Billboard Hot 100      | 73.º            |
| 1982 | Estados Unidos | «Chasing Shadows»       | Mainstream Rock Tracks | 54.º            |